# Малая Шуя
Малая Шуя — река в России, протекает в Шабалинском районе Кировской области. Устье реки находится в 22 км по правому берегу реки Шуя. Длина реки составляет 11 км.
Исток реки находится восточнее деревни Большая Козловка у нежилой деревни Некрасовская в 20 км к юго-западу от посёлка Ленинское. Река течёт на запад по ненаселённому лесному массиву.

## Данные водного реестра
По данным государственного водного реестра России относится к Верхневолжскому бассейновому округу, водохозяйственный участок реки — Ветлуга от истока до города Ветлуга, речной подбассейн реки — Волга от впадения Оки до Куйбышевского водохранилища (без бассейна Суры). Речной бассейн реки — (Верхняя) Волга до Куйбышевского водохранилища (без бассейна Оки).
По данным геоинформационной системы водохозяйственного районирования территории РФ, подготовленной Федеральным агентством водных ресурсов:
- Код водного объекта в государственном водном реестре — 08010400112110000042247
- Код по гидрологической изученности (ГИ) — 110004224
- Код бассейна — 08.01.04.001
- Номер тома по ГИ — 10
- Выпуск по ГИ — 0